# 山陽製粉
山陽製粉株式会社（さんようせいふん）は、兵庫県姫路市のコーングリッツメーカー。創業以来、農林水産省指定の小麦製粉及びフスマの製造を行っていたが、2005年（平成17年）よりコーングリッツの製造へ転換。主にビール醸造・菓子用のコーングリッツ、飼料向けにホミニーフィードの製造。隣接する姫路港サイロ株式会社とはグループ会社である。

## 沿革
- 1937年 -　山陽興業株式会社を設立（素麺穀物小麦粉売買）
- 1946年 -　事業目的を小麦粉の製造販売へ変更
- 1954年 -　商号を山陽製粉株式会社へ変更、代表取締役に宮本義郎が就任
- 1960年 -　姫路市北条口に本社ビルを竣工
- 1967年 -　資本金を2,000万円とする
- 1969年 -　姫路港サイロ株式会社の設立に参画
- 1981年 -　神戸海運局より営業倉庫の運営許可
- 1982年 -　製粉工場及び営業倉庫を新設、移転
- 1984年 -　代表取締役に宮本義人が就任
- 2005年 -　小麦製粉業からコーングリッツ製造業へ転換

## 事業所
- 製粉工場　姫路市飾磨区細江宇浜万才1296番地

## 関連会社
- 姫路港サイロ株式会社
- 宮本産業株式会社
- 山陽運輸株式会社